# Jasna Grapa
Jasna Grapa (1240 m) – szczyt w Paśmie Policy, które w regionalizacji fizycznogeograficznej Polski według Jerzego Kondrackiego Pasmo Policy należy do Beskidu Żywieckiego, w nowszej regionalizacji z 2018 roku do Beskidu Żywiecko-Orawskiego. Dawniej miał nazwę Złota Grapa. Na mapie Geoportalu zlokalizowany jest między wierzchołkami Cupel i Kocia Łapa.
Jasna Grapa jest porośnięta lasem, tylko na samym wierzchołku znajduje się niewielki trawnik. Północne stoki należą do miejscowości Skawica i opadają w widły dwóch źródłowych cieków Skawicy Sołtysiej. Stoki południowo-wschodnie należą do miejscowości Sidzina. Porasta je Las Kulawka i spływają z nich źródłowe cieki potoku Zakulawka.
Przez Jasną Grapę
Przez Jasną Grapę biegnie granica między miejscowościami Skawica (stok północny) i Sidzina (stok południowy) – obydwie w województwie małopolskim, powiecie suskim. Prowadzą przez nią także dwa znakowane szlaki turystyczne, które omijają jej wierzchołek, prowadząc przełęczą między nią a wierzchołkiem Cupla oraz południowymi stokami Jasnej Grapy (po stronie Sidziny).

## Szlaki turystyczne
Główny Szlak Beskidzki: Krowiarki – Polica – Kucałowa Przełęcz – Bystra Podhalańska:
- z Krowiarek na Kucałową Przełęcz: 2:50 h, ↓ 2:40 h
- z Bystrej na Kucałową Przełęcz: 4:05 h, ↓ 3:30 h

 Zawoja Centrum – Sidzina:
- z Zawoi na Kucałową Przełęcz: 3:20 h, ↓  2:35 h
- z Sidziny – Dom Dziecka na Kucałową Przełęcz: 2:25 h, ↓  2 h